# In the Navy (singolo)
In the Navy è una canzone disco incisa dai Village People nel 1979 e facente parte dell'album Go West. Autori del brano sono Jacques Morali, Henri Belolo e Victor Willis.
Il singolo, prodotto da Jacques Morali e Henri Belolo, raggiunse il primo posto delle classifiche in Belgio e nei Paesi Bassi.
Del brano è stata fatta una nuova versione nel 1994.
Vari artisti hanno inoltre inciso una cover del brano.

## Storia
Nel 1978, dopo il successo del brano Y.M.C.A., il manager dei Village People Henri Belolo fu contattato da un incaricato della Marina degli Stati Uniti per produrre una canzone simile che servisse da "spot" in favore del reclutamento nel corpo.

## Testo
(In the Navy (1979))
Il testo si presenta come un invito ad arruolarsi nella Marina degli Stati Uniti (US Navy). Vengono così elencati alcuni buoni motivi per farlo, come la possibilità di "navigare per sette mari", di "aiutare la propria nazione", ecc.

## Tracce[5]
1. In the Navy 3:35
2. Manhattan Woman 3:31

## Video musicale
Il video musicale fu girato presso la base della Marina militare di San Diego. Alla realizzazione del video parteciparono anche membri della Marina degli Stati Uniti.

## Classifiche
| Classifica    | Posizione massima | Nr. di settimane |
| ------------- | ----------------- | ---------------- |
| Austria       | 5                 | 12               |
| Belgio        | 1                 | 13               |
| Germania      | 3                 | 13               |
| Norvegia      | 2                 | 18               |
| Nuova Zelanda | 7                 | 11               |
| Paesi Bassi   | 1                 | 11               |
| Regno Unito   | 2                 |                  |
| Svezia        | 3                 | 5                |
| Stati Uniti   | 3                 |                  |
| Svizzera      | 7                 | 8                |

## Versione del 1994
Nel 1994 i Village People pubblicarono una nuova versione del brano uscita come singolo su etichetta Arista Records/BMG Ariola con il titolo In the Navy '94. Il disco fu prodotto da Henri Belolo.

### Tracce[9][10]
1. In the Navy '94 (Full Ibiza Club Mix) 5:57
2. In the Navy '94 (Marbella Club Mix) 4:25
3. In the Navy '94 (Ibiza Dub Mix) 5:59
4. In the Navy '94 (Marbella Dub Mix) 5:45

## Classifiche
| Classifica    | Posizione massima | Nr. di settimane |
| ------------- | ----------------- | ---------------- |
| Nuova Zelanda | 42                | 3                |

## Cover
Tra gli artisti che hanno inciso o eseguito una cover del brano, figurano (in ordine alfabetico):
- Caravelli (1979)
- Billy Connolly[7]
- Dynamite vs. Cisco Kid (con il titolo (Effe b.e.f.(fe)[5])
- Max Greger (1995)
- The Hiltonaires
- Hot Banditoz (versione in spagnolo A la playa[5])
- Jop (versione in tedesco Bellen, e-mailen, faxen (effe beffe)[5])
- Black Lace (1994)
- Pentti Oskari Kankaan 7 Seinähullua Veljestä (1979; versione in finlandese intitolata Kaikki laivaan, con testo di Raul Reiman[12]
- Pìnk Lady (1979; versione in giapponese intitolata Pink Typhoon, con testo di Fumiko Okada[13]
- De Strangers (1979; versione in olandese intitolata Bij de rijkswacht con testo di Frank Rover[5][14])
- Tupa's Band (1979; versione in spagnolo En la marina[8])
- Wild Boyz Club (singolo del 1994[15])
- Anja Yelles

## Il brano nella cultura di massa
- Il brano è stato usato nel Muppet Show quale inno dei maiali Vichinghi[7]
- Il brano è stato inserito nel film commedia del 1996, diretto da David S. Ward, Giù le mani dal mio periscopio (Down Periscope)[7][16]
- Il brano è stato inserito in alcuni episodi della serie animata I Simpson[7]
- Il brano è stato utilizzato nel videogioco Grand Theft Auto III[7]